# NGC 6730
NGC 6730 ist eine elliptische Galaxie vom Hubble-Typ E1 im Sternbild Pfau am Südsternhimmel. Sie ist schätzungsweise 187 Millionen Lichtjahre von der Milchstraße entfernt.
Das Objekt wurde am 23. Juli 1835 von John Herschel entdeckt.